# Pont-Sainte-Maxence
Pont-Sainte-Maxence je francouzská obec v departementu Oise v regionu Hauts-de-France. V roce 2011 zde žilo 12 263 obyvatel. Je centrem kantonu Pont-Sainte-Maxence.

## Vývoj počtu obyvatel
Počet obyvatel 